# Királyok völgye 37

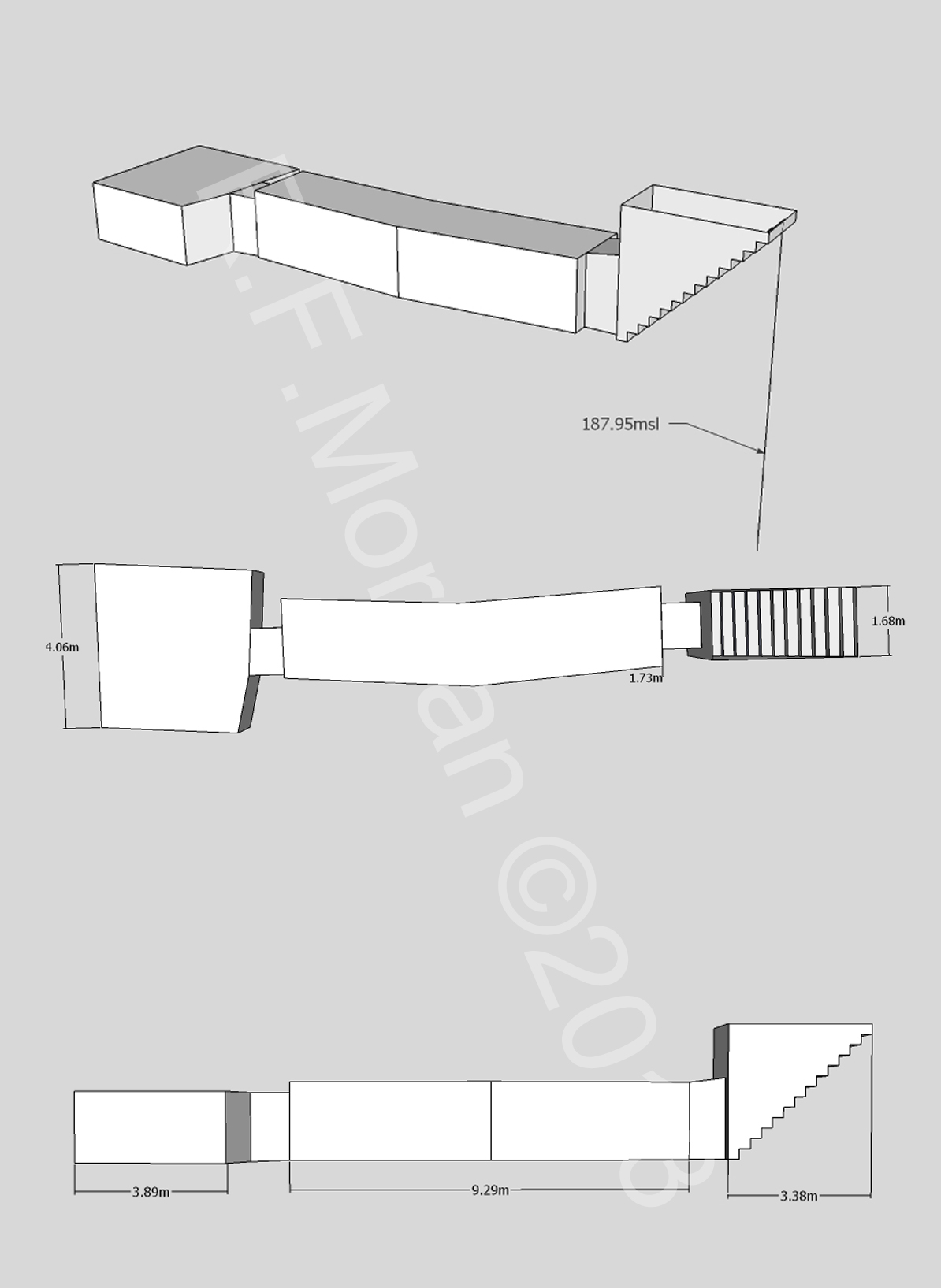
A sír izometrikus képe, alaprajza és oldalnézeti metszete egy 3D-modell alapján

A Királyok völgye 37 (KV37) egy egyiptomi sír a Királyok völgye keleti völgyében, a délnyugati vádi déli ágában, a KV34 alatt. A XVIII. dinasztia idején készült, valószínűleg III. Thotmesz uralkodása alatt. Tulajdonosa ismeretlen. Csak részben tárták fel.
A sír egyenes tengelyű, hossza 18,39 m, területe 38,04 m². Egy bejárati lépcsőből, egy folyosóból és egy ebből nyíló sírkamrából áll. Díszítetlen. Tervrajza és elhelyezkedése alapján királysírnak vagy királyi családtag sírjának épülhetett, és az itt talált csontdarabok és cserépedények alapján valószínűleg temettek is bele. Az előkerült leletek sokfélesége – IV. Thotmesz fa szobrocskája és szobortalapzata, I. Széthi edénytöredéke, osztrakonok – azt sugallja, később rablók használhatták rejtekhelyül, esetleg a Királyok völgye 4-hez hasonlóan műhelyként használták az I. Pinedzsem korabeli újratemetéseknél a temetkezési kellékek feldolgozásához.

## Külső hivatkozások
- Theban Mapping Project: KV37